# Associazione Calcio Sangiovannese 2002-2003
Questa pagina raccoglie le informazioni riguardanti l'Associazione Calcio Sangiovannese nelle competizioni ufficiali della stagione 2002-2003.

## Rosa
| N. |                      | Ruolo | Calciatore          |
| -- | -------------------- | ----- | ------------------- |
|    | Italia (bandiera)    | C     | Antonio Amita       |
|    | Italia (bandiera)    | A     | Francesco Baiano    |
|    | Italia (bandiera)    | C     | Andrea Bufardeci    |
|    | Italia (bandiera)    | C     | Cristiano Caleri    |
|    | Italia (bandiera)    | D     | Simone Calori       |
|    | Italia (bandiera)    | D     | Andrea Capecchi     |
|    | Italia (bandiera)    | D     | Fabio Cappelli      |
|    | Italia (bandiera)    | D     | Luca Ceccarelli     |
|    | Italia (bandiera)    | D     | Giuseppe Cutrufello |
|    | Italia (bandiera)    | C     | Mirco Di Fiandra    |
|    | Italia (bandiera)    | C     | Andrea Fantini      |
|    | Italia (bandiera)    | C     | Alessandro Galli    |
|    | Argentina (bandiera) | A     | Cesar Max Gabrinsky |

| N. |                    | Ruolo | Calciatore                   |
| -- | ------------------ | ----- | ---------------------------- |
|    | Italia (bandiera)  | D     | Christian Marcat             |
|    | Italia (bandiera)  | A     | Orazio Millesi               |
|    | Italia (bandiera)  | C     | Davide Moro                  |
|    | Italia (bandiera)  | A     | Davide Moscardelli           |
|    | Italia (bandiera)  | C     | Nicola Moscatello            |
|    | Italia (bandiera)  | D     | Gianluca Nocentini           |
|    | Serbia (bandiera)  | C     | Srđan Novković               |
|    | Italia (bandiera)  | C     | Daniele Proietti             |
|    | Camerun (bandiera) | P     | Serge Ghislan Kenfach Sontsa |
|    | Italia (bandiera)  | C     | Alessio Stamilla             |
|    | Italia (bandiera)  | P     | Cristian Tosti               |
|    | Italia (bandiera)  | D     | Marco Villagatti             |